# Noël Lebreton de Hauteroche
Noël Lebreton de Hauteroche, noto come Hauteroche o come sieur de Hauteroche (Parigi, 1617 – Parigi, 14 luglio 1707), è stato un attore teatrale e drammaturgo francese.

## Biografia
Nacque in una famiglia agiata, nella quale il padre svolgeva il mestiere di ufficiale giudiziario, e dopo aver vissuto qualche vicissitudine sentimentale che lo costrinse ad allontanarsi dalla Francia per soggiornare in Spagna ed in Germania, incominciò a svolgere l'attività di attore intorno agli anni quaranta del Seicento.
Durante la sua lunga carriera artistica risultò un elemento di primo piano in varie compagnie teatrali, tra le quali quella del Théâtre du Marais, dell'Hôtel de Bourgogne e della nascente Comédie-Française.
Nel 1684 si distinse per la traduzione e la rielaborazione de La dama duende  di Calderón de la Barca, rinominata in La dame invisible per le rappresentazioni in Francia.
All'età di settant'anni, a causa di una disabilità grave, fu costretto ad abbandonare il palcoscenico.
Come autore dimostrò di apprezzare e di prendere spunti di influenza soprattutto da Molière.
Le sue opere ricevettero molti consensi sia di critica sia di pubblico ed alcune di esse, come L'Amant qui ne flatte point ("L'amante che non ha mai lusingato", 1668), Crispin médecin ("Crispin medico", 1670), Les Apparences trompeuses ("Presenze ingannevoli", 1673),  Crispin musicien ("Crispin musicista", 1674), Le duil ("Il lutto", 1680), La Dame invisible ("La donna invisibile", 1685), vennero rappresentate ancora nel tardo Ottocento nei teatri francesi.
Tra le caratteristiche principali di Hauteroche, si possono citare le sue capacità nella rappresentazione sia di ruoli tragici, soprattutto come attore, sia di ruoli leggeri da commedia, prevalentemente come autore, oltreché per le brillanti trame ed i dialoghi accattivanti, che ci fornirono una descrizione accurata e graffiante degli usi e costumi seicenteschi.